# NGC 6210
NGC 6210 és una nebulosa planetària situada a la constel·lació d'Hèrcules.

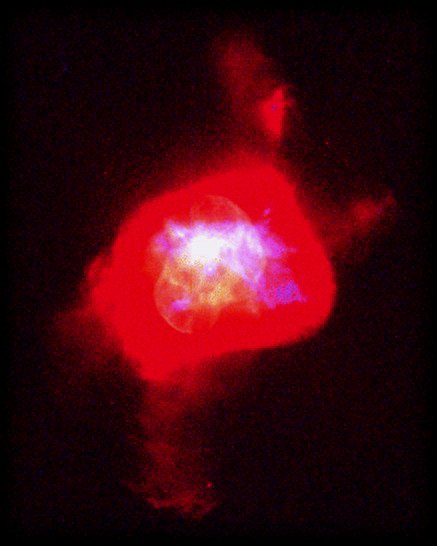
Una imatge del Telescopi Espacial Hubble del centre de NGC 6210. Credit: HST/NASA/ESA.